# Joachim Hoffmann
Joachim Hoffmann, nemški zgodovinar, * 1. december 1930, Königsberg, † 8. februar 2002, Freiburg.
Bil je znanstveni direktor Vojškozgodovinsko raziskovalno pisarno Bundeswehra.
V svojem znanstvenemu delovanju se je posvetil predvsem nemško-sovjetskemu delu druge svetovne vojne.